# Babanki
Babanki – miasto w Kamerunie, w Regionu Północno-Zachodniego. Liczy około 10 tysięcy mieszkańców.